# X polgártárs
Az X polgártárs (angol címén: Citizen X) 1995-ben bemutatott amerikai–magyar televíziós filmdráma, melyet Chris Gerolmo rendezett. A Robert Cullen A gyilkossági osztály című könyve alapján készült film igaz történetet dolgoz fel: Andrij Romanovics Csikatilo 1978 és 1990 között 53 embert gyilkolt meg a Szovjetunióban kegyetlen módon. Az ellene irányuló hajszát mutatja be a film.
A filmet Magyarországon forgatták, olyan településeken, mint Budapest, Hatvan, Gödöllő, Pécel, Nagymaros vagy Szokolya.

## Rövid összefoglaló
Viktor Burakov nyomozó mindent elkövet annak érdekében, hogy elfogják a sorozatgyilkost, annak ellenére, hogy felettesei ebben erősen akadályozzák. A film lerántja a leplet a bürokratikus és korrupt szovjet rendőrségről és igazságszolgáltatásról, amely több mint 10 éven keresztül lehetővé tette az elvetemült gyilkos garázdálkodását.

## Szereplők
| Szereplő                             | Színész              | Magyar hang      |
| ------------------------------------ | -------------------- | ---------------- |
| Viktor Burakov hadnagy/ezredes       | Stephen Rea          | Csankó Zoltán    |
| Mihail Fetyiszov ezredes/tábornok    | Donald Sutherland    | Szersén Gyula    |
| Andrij Romanovics Csikatilo          | Jeffrey DeMunn       | Szélyes Imre     |
| Dr. Alexandr Buhanovszkij            | Max von Sydow        | Izsóf Vilmos     |
| Bondarcsuk                           | Joss Ackland         | Mádi Szabó Gábor |
| Gorbunov                             | John Wood            | Áron László      |
| Burakov felesége                     | Imelda Staunton      | Györgyi Anna     |
| Burakov lánya                        | Elek Józsa           |                  |
| Burakov fia                          | Elek Márton          |                  |
| Fegyerenko                           | Radu Amzulescu       | ?                |
| Milicista fiú                        | Szabados Mihály      |                  |
| Idősebb partner                      | Székely B. Miklós    |                  |
| Nyomozó                              | Szervét Tibor        |                  |
| Tatyevszkij                          | Ion Caramitru        | Cs. Németh Lajos |
| Ivanov                               | Czeslaw Grocholski   | Simon György     |
| Dunyenkov                            | Ralph Nossek         | Pusztai Péter    |
| Ignatyev                             | Bálint András        |                  |
| Orvos                                | Gera Zoltán          |                  |
| Nyomozó                              | Wojciech Piekarski   | Czvetkó Sándor   |
| Nyomozó                              | Csuja Imre           |                  |
| Kihallgatást végző tiszt             | Balkay Géza          |                  |
| Kivégző tiszt                        | Dózsa Zoltán         |                  |
| Kivégző tiszt társa                  | Illyés Barna         |                  |
| Cigány                               | Téri Sándor          |                  |
| Részeg apa                           | Hunyadkürti István   |                  |
| Lassú hölgy                          | Rajna Mária          |                  |
| Ráncos parasztasszony                | Várnagy Katalin      |                  |
| Részeg az állomáson                  | Galkó Balázs         |                  |
| Csikatiloné                          | Tusse Silberg        | ?                |
| Nemzetőr                             | Chris Gerolmo        | ?                |
| Titkosrendőr                         | Jono Gero            | ?                |
| Az egyik homoszexuális fiú           | Alföldi Róbert       |                  |
| Az előbbi homoszexuális fiú partnere | Csapó Balázs         |                  |
| Felakasztott fiú                     | Gévai Simon          |                  |
| Kancsal fiú                          | Király Attila        |                  |
| Irodavezető                          | Murray Ewan          | ?                |
| Rendőr az íróasztalnál               | Korognai Károly      |                  |
| Paraszt anya                         | Kóti Kati            |                  |
| Paraszt                              | Váradi Balogh László |                  |
| Parasztnő                            | Falvay Klára         |                  |
| Fiatal bemondó                       | Lengyel Ferenc       |                  |
| Parasztnő                            | Lestyán Katalin      |                  |
| Rendőr                               | Miklósy György       |                  |
| Bemondó                              | Orosz Anna           |                  |
| Fiatal kísérő                        | Puskás Tamás         |                  |
| Részeg nő                            | Simán Tóth Éva       |                  |
| Szép szőke lány                      | Szabó Petra          |                  |
| Bámészkodó lány                      | Fényes Erika         |                  |
| Fiú a vágányok között                | Galbacs Zoltán       |                  |
| Étkező katona 1.                     | Tardy Balázs         |                  |
| Étkező katona 2.                     | Vékony Zoltán        |                  |
| Traktoros gazda                      | Ujlaki Dénes         |                  |
| Férfi köpenyben                      | Stier László         |                  |
| Katona                               | Horkay Péter         |                  |

## Díjak és jelölések
Primetime Emmy-díj (1995)
- legjobb tévéfilm – jelölés

Golden Globe-díj (1996)
- legjobb férfi mellékszereplő (sorozat, minisorozat vagy tévéfilm) – Donald Sutherland  – megnyert díj
- legjobb minisorozat vagy tévéfilm – jelölés

## Kapcsolódó szócikk
- Andrij Romanovics Csikatilo